# Bymainiella polesoni
Bymainiella polesoni är en spindelart som beskrevs av Raven 1978. Bymainiella polesoni ingår i släktet Bymainiella och familjen Hexathelidae.
Artens utbredningsområde är New South Wales. Inga underarter finns listade.